# Jervis Bay Village
Jervis Bay Village é uma vila no Território da Baía de Jervis. A base HMAS Creswell da Marinha Real Australiana situa-se nessa localidade. Além da base da marinha há uma comunidade aborígene. É a maior localidade do Território da Baía de Jervis com 250 habitantes (seguida de Wreck Bay Village com 215 habitantes).

## História
O Parlamento Australiano escolheu o local denominado Capitain's Point na Baía de, para o Colégio Naval da Marinha Real Australiana em 7 de novembro de 1911. A construção dos principais edifícios universitários foi concluída em 1915 e os primeiros cadetes-aspirantes foram mudados para as instalações ainda provisórias, vindos de Geelong, em 10 de fevereiro de 1915.